# Rankine (Mondkrater)
Rankine ist ein kleiner, schüsselförmiger Einschlagkrater am östlichen Rand der Mondvorderseite. Er liegt westlich des Kraters Gilbert und nördlich von van Behring im Inneren des stark erodierten Kraters Maclaurin B.
Der Krater wurde 1976 von der IAU nach dem schottischen Physiker und Ingenieur William John Macquorn Rankine offiziell benannt.